# آلوزان
آلُوزَان، قرية تاريخيَّة من نواحي مدينة سرخس في خُراسان. من أعلامها سورة بن الحسن الآلوُزاني.

### فهرس المنشورات
1. ↑  الحموي (1977)، ج. 1، ص. 55-56.

### معلومات المنشورات كاملة
الكتب مرتبة حسب تاريخ النشر
- ياقوت الحموي (1977)، معجم البلدان (ط. 1)، بيروت: دار صادر، OCLC:1014032934، QID:Q114913343